# Безымянное (озеро, Мурманская область)
Безымянное — озеро в России, находится на территории Ловозерского района Мурманской области. Площадь водного зеркала — 1,57 км².
Находится в правобережной части бассейна реки Харловка на высоте 135,4 метра над уровнем моря. Имеет сложную форму и сильно изрезанную береговую линию. С юга в Безымянное впадает несколько ручьёв и речек, с севера — вытекает ручей Кувшин, впадающий в Харловку.
По данным государственного водного реестра России относится к Баренцево-Беломорскому бассейновому округу. Код водного объекта — 02010000911101000004581.